# Torre della televisione di Riga
La Torre della televisione di Riga (in lettone Rīgas radio un televīzijas tornis) è una torre utilizzata come ripetitore del segnale radiotelevisivo situato a Riga; l'edificio è il più alto della capitale lettone, con un'altezza di 368,5 metri.
È la più alta torre televisiva indipendente nell'Unione europea ed è una delle più alte al mondo. Ad un'altitudine di 97 metri vi è la piattaforma panoramica, dalla quale è possibile vedere quasi l'intera città. A 137 metri c'è un'altra piattaforma di osservazione, che non è sempre aperta al pubblico.
Fino a qualche tempo fa, ad un'altezza di 93 metri, c'era anche un ristorante chiamato Vēja Roze ("Windrose"). Attualmente è chiuso.
Nel maggio 2019 la torre è stata chiusa al pubblico per effettuarvi dei lavori di restauro e rinnovamento. La riapertura è prevista per il 2024.